# Vakil Bazaar
Vakil Bazaar (en persa: بازار وکیل‎) es el bazar principal de Shiraz, Irán, se ubica en el centro histórico de la ciudad. Se cree que este mercado fue establecido originalmente por el Buwayhids en el siglo XI d. C., y fue completado, principalmente por el Atabaks de Fars, para posteriormente ser rebautizado por Karim Khan Zand en el siglo XVIII.
Como otros bazares de Medio Oriente,  hay unas cuantas mezquitas y Imamzadehs construidos junto a  y detrás del bazar.
- Arquitectura iraní

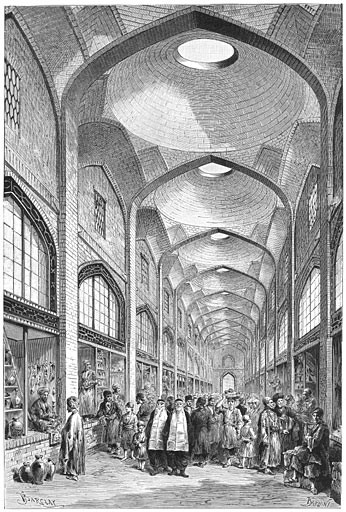
Bazar De Shiraz cuando visto por Jane Dieulafoy en 1881.
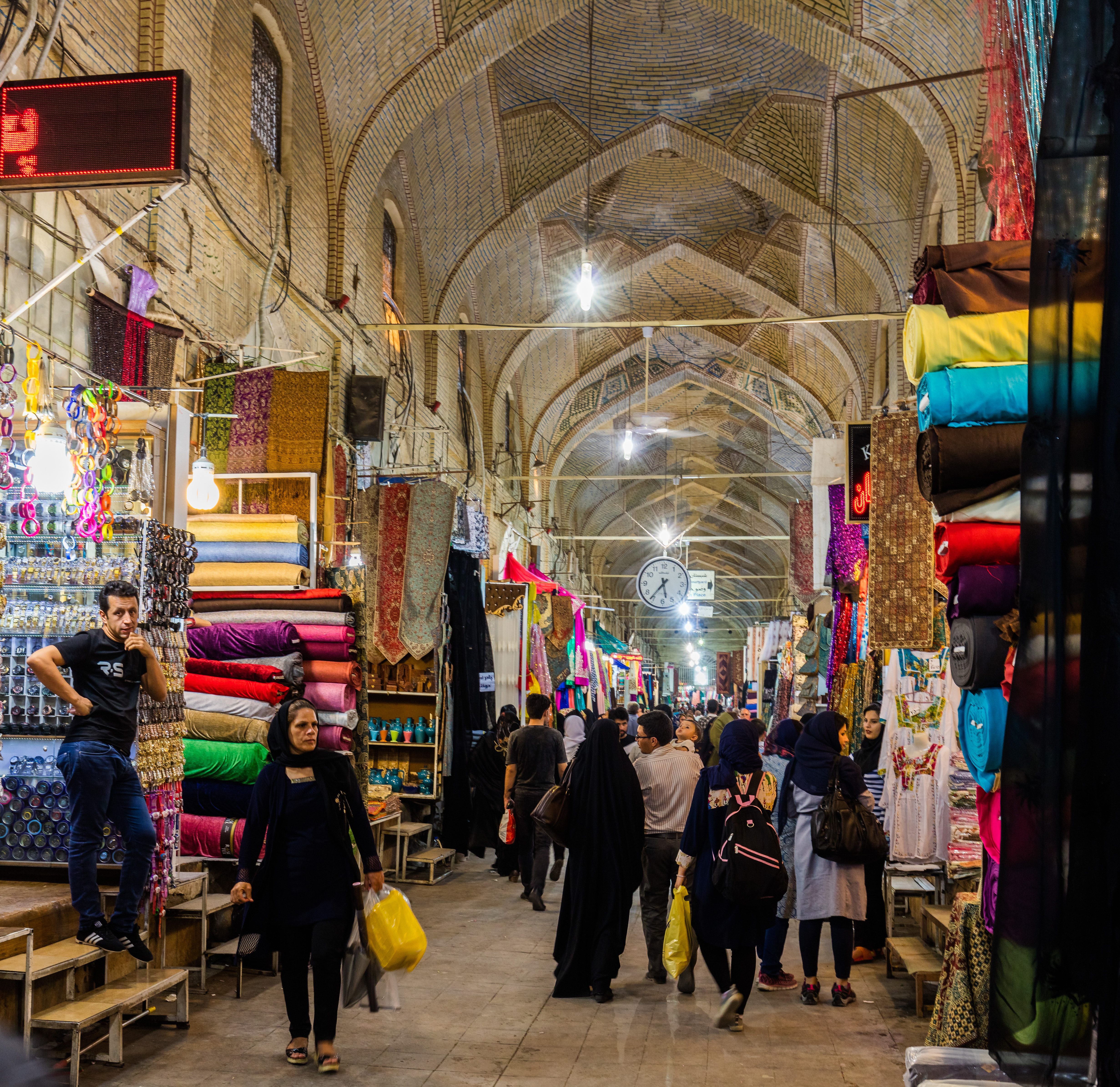
El Vakeel Bazar de Shiraz ajetreando con shoppers.
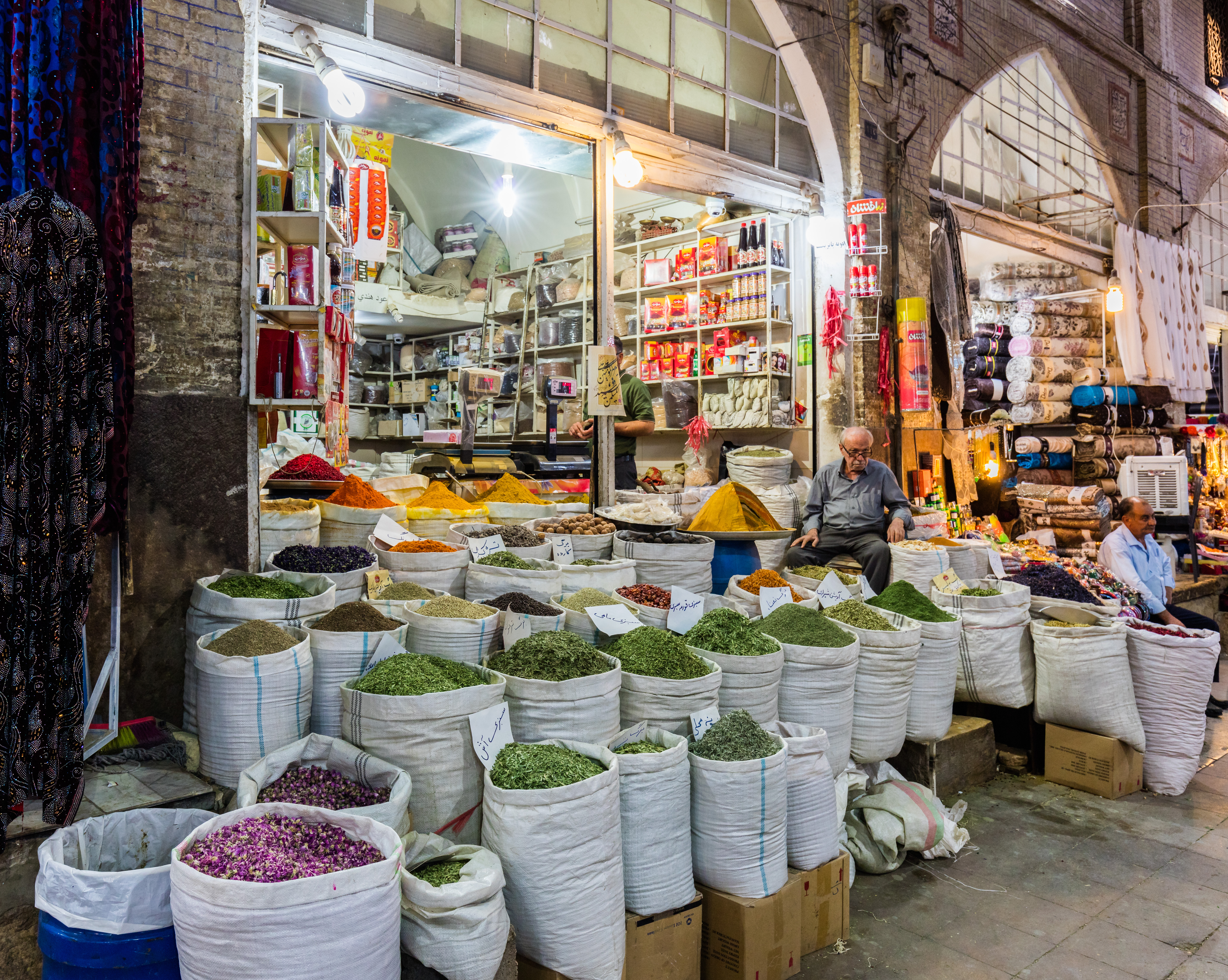
Tienda de especias.
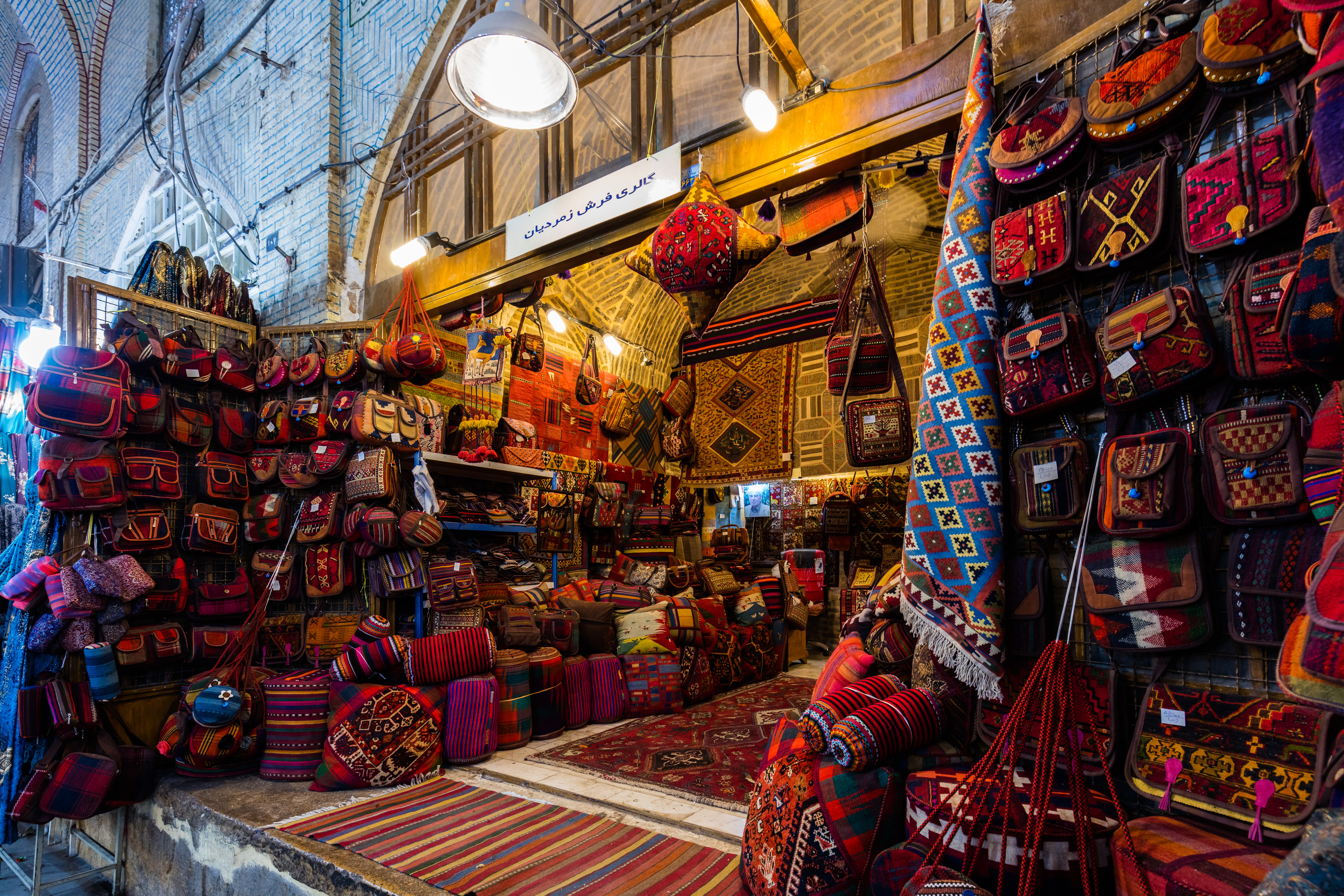
Textiles.
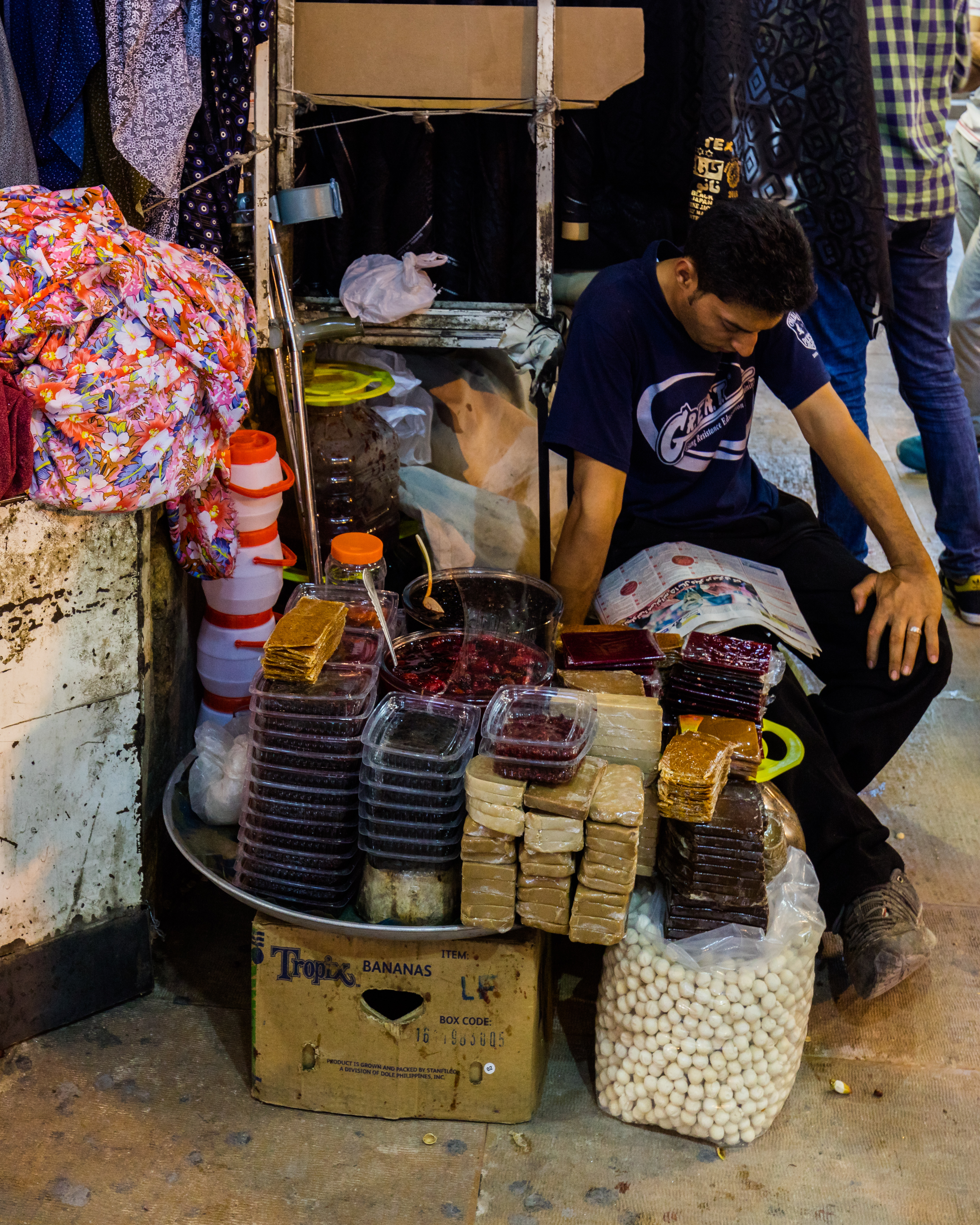
Vendedor de golosinas.